# Decimomannu
Decimomannu (en sardo: Deximu Mannu) es un municipio de Italia de 7.714 habitantes en la ciudad metropolitana de Cagliari, región de Cerdeña. Está situado a 17 km al noroeste de Cagliari, en la llanura del Campidano.
Durante la época romana el poblado se encontraba en el camino que conectaba Caralis con Sulcis, y es actualmente un importante centro ferroviario.

## Lugares de interés
- Iglesia parroquial de Sant'Antonio Abate.
- Iglesia de Santa Greca.

## Evolución demográfica
| Gráfica de evolución demográfica de Decimomannu entre 1861 y 2001 |
|                                                                   |
| Fuente ISTAT - Elaboración gráfica de Wikipedia                   |